# Воеводское (село, Мордовия)
Воеводское — село, центр сельской администрации в Кочкуровском районе.
Население 344 чел. (2001), в основном русские.
Расположено в 18 км от районного центра и 3 км от рзд. Журловка. Большую часть села занимали татары, коренные фамилии которых сохранились до наших дней (Юдин, Батрашин). В 1670 г. село перешло во владение воеводы А. И. Леонтьева и стало именоваться Воеводским. Появились частные производства: пивоварня, спиртзавод, сыроварня, кирпичный завод, отделилось несколько поместий. Были поместья Марусино, Овечкина. Сохранилась часть сада, которым владел садовод и пчеловод Мишанов. Священник В. Тихомиров совместно с земской управой в 1864 г. построил первую начальную школу. Немалый вклад в развитие образования на селе внесла его внучка Л. И. Покровская. В «Списке населённых мест Пензенской губернии» (1869) Воеводское (Ивановское) — село владельческое из 207 дворов (1 243 чел.) Саранского уезда, с православной церковью (действовала до 1928 г.), ярмаркой. В 1930-е гг. были образованы колхозы «Всходы», «Коминтерн», «Светлый путь»; с середине 1950-х гг. — укрупненное хозяйство «Светлый путь»; с 1992 г. — СХПК «Воеводский»; в 2000 г. вошёл в состав АО «Норов». В селе функционируют средняя школа, Дом культуры, библиотека, почта, магазин, медпункт; проведены водопровод, газопровод; заасфальтированы дороги. Близ Воеводского — курганы (археологические памятники). В Воеводскую сельскую администрацию входят с. Дурасово (8 чел.; родина Героя Советского Союза А. Н. Озерина), пос. рзд. Журловка (11; родина В. М. Марусева, участника революционных событий 1917 г. на Балтийском флоте и в г. Петрограде) и пос. Свободный (6 чел.).